# 上海市公安局刑事侦查总队
上海市公安局刑事侦查总队，是上海市公安局负责刑事犯罪侦查的职能总队。
因其总部地址为上海市虹口区中山北一路803号而被昵称为“刑警803”或“803”。现时刑侦总队和经侦总队已经迁至原803总部边的新楼宇内办公，但是门牌号和代号保持不变，这一数字已经成为上海市家喻户晓的刑警形象符号。
刑侦总队的建队历史可以追溯到1949年上海解放后成立的市公安局刑事警察处，后经多次机构变动，1993年升格为刑事侦察总队，2000年更名为现在的刑事侦查总队。多年来，刑侦总队曾侦破过多起著名的重特大案件，包括1987年于双戈盗抢杀人抢劫案、1988年锦鲤鱼藏毒贩毒案、1997年魏广秀系列敲头抢劫案、2010年闵行金店抢劫案、2013年复旦大学投毒案、2020年赵富强等人黑社会性质组织案等；涌现出“江南名探”端木宏峪、刑侦“三剑客”、盛铃发、张浩、钱海军等著名刑警。

## 机构设置
上海市公安局刑事侦查总队设置下列机构：

### 内设机构
- 指挥处
- 政治处
- 一支队（重案侦查支队）
- 二支队
- 三支队（有组织犯罪侦查支队）
- 缉毒处
- 五支队
- 六支队
- 七支队
- 八支队
- 九支队
- 十支队
- 法制支队
- 刑事技术中心

### 直属事业单位
- 上海市反电信网络诈骗中心
- 上海市刑事科学技术研究院